# 友田博通
友田 博通（ともだ ひろみち、1949年9月2日 - ）は、日本の建築家、昭和女子大学環境デザイン学部教授（住居心理学）を経て、同名誉教授。学位は工学博士。

## 略歴
- 1949年9月 - 東京都港区六本木生まれ
- 1968年3月 - 麻布高等学校卒業
- 1972年4月 - 東京大学工学部建築学科卒業
- 1974年
  - 3月 - 東京大学大学院工学系研究科建築学専攻修了
  - 4月 - 岡田新一設計事務所勤務
- 1981年4月 - 昭和女子大学勤務[2]
- 2009年4月 - 昭和女子大学環境デザイン学科長
- 2011年4月 - 昭和女子大学国際文化研究所長[3]
- 2022年4月 - 昭和女子大学国際文化研究所特任教授
- 2023年11月‐昭和女子大学「ホイアン日本橋展」と最終講義「こころの住むいえとまち」
- 2024年5月　昭和女子大学名誉教授

## 受賞歴
- 1973年 - セントラルガラス設計競技 佳作
- 1997年 - NATIONAL「住宅設計賞」入賞 (FUJISAWA Mr,T-HOUSE)
- 2000年 - 日本建築学会賞「ホイアン町並み保存プロジェクト」[4]
- 2000年 - UNESCO ASIA PACIFIC AWARD「HOIAN町並み保存プロジェクト」[5]
- 2004年 - UNESCO ASIA PACIFIC AWARD「ベトナム6省木造民家修復プロジェクト」[6]
- 2005年 - ベトナム政府文化功労賞「ベトナム6省木造民家修復プロジェクト」
- 2005年 - ベトナム・カンナム省知事表彰「経済発展に貢献・ホイアン」
- 2009年 - ベトナム文化スポーツ観光大臣表彰「ドンラム農村集落保存プロジェクト」
- 2012年 - ベトナム・カンナム省知事表彰「ホイアンの市民交流に貢献」
- 2013年 - UNESCO ASIA PACIFIC AWARD「ドンラム村農村集落保存プロジェクト」[7]
- 2014年 - 文化庁長官賞（文化発信部門）「文化財保護分野における国際交流に貢献」
- 2017年 - ベトナム・ティエンザン省文化功労章「カイベー市ドンホアヒエップ村観光開発に貢献」
- 2019年 - ベトナム・カンナム省知事感謝状「ホイアンミソン世界遺産20周年記念式及びシンポジウム」
- 2019年 - JICA理事長賞「ホイアン等のでの協力が専門家や海外協力隊派遣等JICA事業発展につながる」
- 2020年 - 令和2年度外務大臣表彰「日本とベトナムの相互理解の促進に貢献」[8][9]
- 2021年 - 日本イコモス賞受賞「ベトナムホイアン・ドンラム・カイベーの文化財保存活動」
- 2023年 - カンナム省知事表彰「ホイアンの文化財保存と観光推進に貢献」
- 2023年 - ベトナム文化スポーツ観光省「ベトナムの文化財保存と観光推進に貢献」
- 2025年 - 瑞宝中綬章受章[10][11]

## 著書
- 1990年4月 - 共著『韓国現代住居学』-マダンとオンドルの住様式-
- 1994年9月 - 単著『心の住む家』-家とインテリアの心理学-（理工図書）ISBN 4-8446-0541-0
- 2000年10月 -編著『HOIAN』（文化スポーツ観光省・ホイアン市・昭和女子大学）
- 2003年6月 - 編著『ベトナム町並み観光ガイド』（岩波アクティブ新書）ISBN 4-00-700077-8
- 2003年6月 - 編著『Traditional Folk Houses』（JICA・文化スポーツ観光省・昭和女子大学）
- 2007年3月 - 編著『DUONG LAM』（文化スポーツ観光省・ソンタイ町・昭和女子大学）
- 2012年3月 - 編著『PHUOC TICH』（JICA・文化スポーツ観光省・フエ省・昭和女子大学）
- 2013年7月 - 編著『CAI BE』（JICA・文化スポーツ観光省・ティエンザン省・昭和女子大学）
- 2023年11月‐単著『ホイアン物語・覚書」（昭和女子大学国際文化研究所）

## 建築作品
- 1989年 - 伊東T氏邸（新建築「住宅特集」3月号）
- 1991年 - 高輪新宮館ビル（新建築「住宅特集」7月号）
- 1992年 - 駒込K氏邸（新建築「住宅特集」6月号）
- 1996年 - 藤沢T邸（新建築「住宅特集」10月号）
- 2004年 - 町田Oマンション（彰国社）
- 2014年 - 西麻布の集合住宅（新建築2月号）（SALUHAUSに協力）

## プロジェクト
- 1993〜1999年 - ホイアン町並み保存プロジェクト・代表

（文科省科学研究費KAKENRead・私学事業団研究補助金・JICA・国際交流基金・住友財団・日本ユネスコ協会連盟他協力）（資生堂・求龍堂・安田火災海上・キャノン・大日本インク・他の寄付金）
- 2000年昭和女子大学80周年記念「世界遺産ホイアン展」実行委員会委員長
- 2000〜2003年 - ベトナム6省文化財民家修復保存技術移転JICA開発パートナー事業・代表
- 2003年-第1回ホイアン日本祭り総合プロデゥース
- 2003〜2008年 - 日越国際協力協定に基づくドンラム農村集落保存プロジェクト・代表
- 2009〜2011年 - 日越国際協力協定に基づくフクティック・フーホイ・カイベイ保存プロジェクト・代表
- 2010年〜 - チェンジ「渋谷の街イメージ」・代表（渋谷センター商店街振興組合・渋谷駅前共栄会桜丘町会・他）[12]
- 2011年〜2014年 - ヘリテージツーリズムによる地域振興（ドンラム・フクティック・カイベイ）JICA草の根技術協力事業（パートナー型）・代表[13]
- 2016年～ ヘリテージツーリズムによる辺境農漁村振興（ゲアン省コンクオン郡・同ナムダン郡・ホイアン市チャム島）JICA草の根技術協力事業（パートナー型）・代表[13]
- 2017年ベトナムティザン省カイベー観光祭 日本側イベント総合プロデゥース（国際交流基金アジアセンター文化創造プログラム助成）
- 2018年ベトナムカンナム省第16回ホアイン日本祭り 日本側イベント総合プロデゥース（国際交流基金アジアセンター文化創造プログラム助成）
- 2022年JICA専門家派遣「ホイアン旧市街町並み保存に係る日本橋修復関連事業」－修復工法、修復計画、施工監理等に係る助言－